# بين الكسندر
بين الكسندر (بالإنجليزية: Ben Alexander)‏ (و. 1911 – 1969 م) هو ممثل، وممثل تلفزيوني، من الولايات المتحدة الأمريكية، ولد في غولدفيلد، نيفادا، توفي في هوليوود، كاليفورنيا، عن عمر يناهز 58 عاماً.

## وصلات خارجية
- بين الكسندر على موقع IMDb (الإنجليزية)
- بين الكسندر على موقع أول موفي (الإنجليزية)
- بين الكسندر على موقع قاعدة بيانات الأفلام السويدية (السويدية)
- بين الكسندر على موقع قاعدة بيانات الفيلم (الإنجليزية)